# 乔·考德威尔
乔·路易斯·考德威尔（英語：Joe Louis Caldwell，1941年11月1日—），美国前男子职业篮球运动员，曾效力于NBA联盟。他在1964年的NBA选秀中第1轮第2顺位被底特律活塞选中。